# Pantana eurygania
Pantana eurygania är en fjärilsart som beskrevs av Druce 1899. Pantana eurygania ingår i släktet Pantana och familjen tofsspinnare. Inga underarter finns listade i Catalogue of Life.